# 人体润滑剂

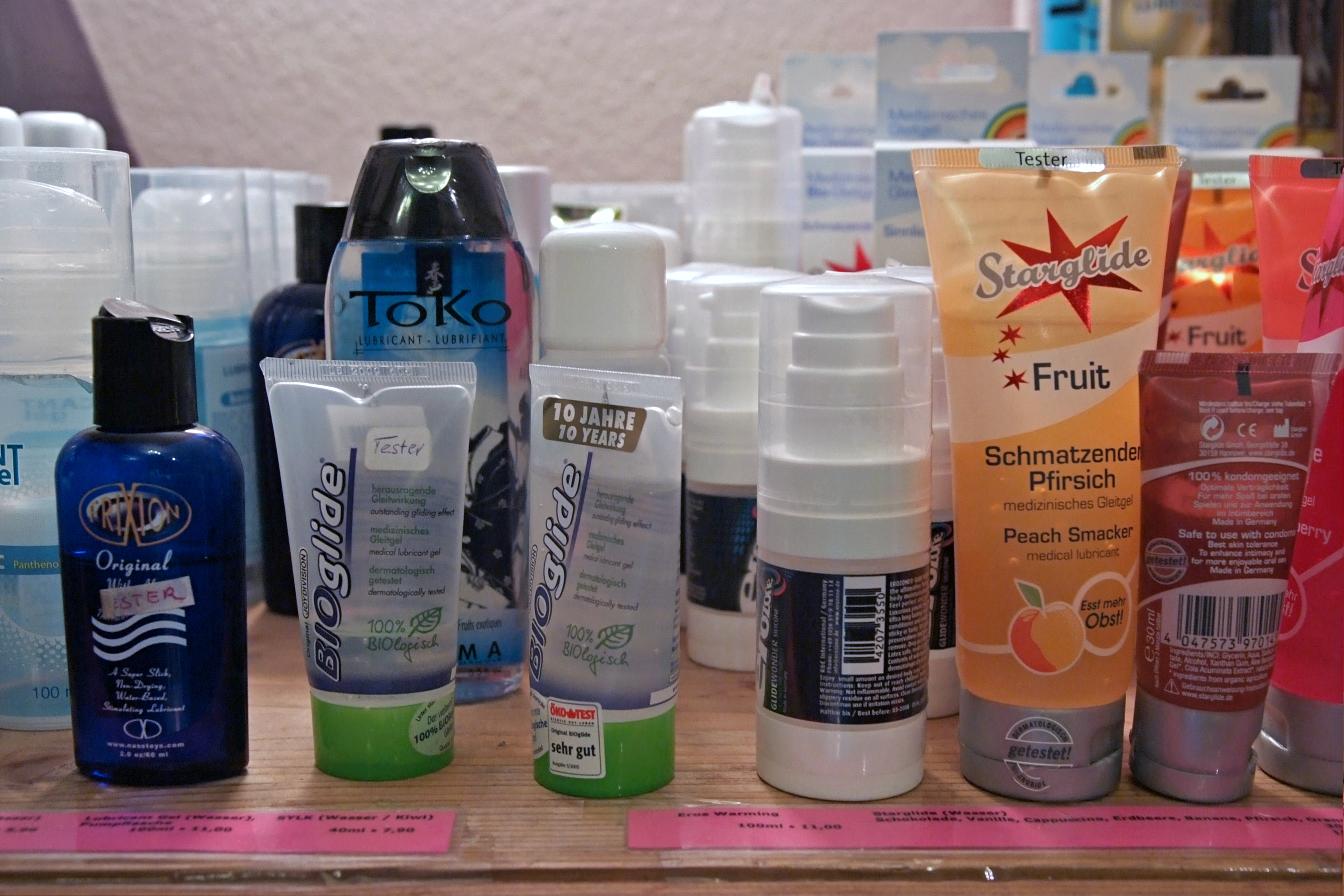
許多不同的人體润滑剂

人体润滑剂是特別為人體設計的潤滑劑。有分為水基、油基、矽基等種類。個人用潤滑劑（personal lubricant）通常用在插入式性行為中，在陰莖插入陰道或肛門時可以润滑、減輕摩擦產生的不適感，或是使用性用品時的輔助。
外科用或藥用潤滑劑（如用於導尿管或窺器的導入）則通常不稱“personal”。外科用潤滑劑和人体润滑剂的差異是其中會有較濃的無菌凝膠，也會含有抑菌剂。

## 種類

### 水基

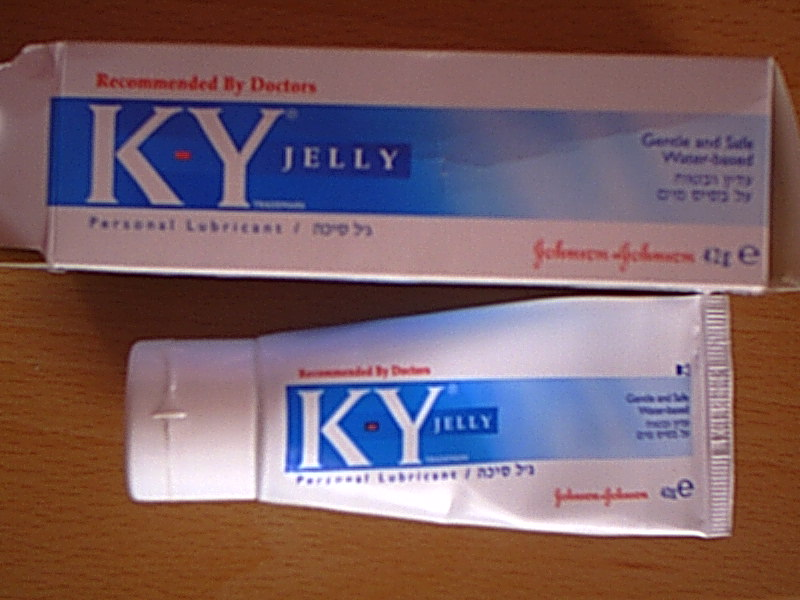
K-Y凝膠

水基润滑剂具有水溶性，是目前应用最广泛的人体制滑产品。早期水基润滑剂采用纤维素醚或甘油溶液配方。现代产品常添加多种制剂以实现均匀分散、保湿防污等功效。通过调节水分含量及纤维素等凝胶形成亲水成分的浓度，可改变产品的黏稠度。由于该类润滑剂会被皮肤吸收并蒸发，使用中易出现干涩现象，但补充润滑剂或补充水分便可恢复润滑效果。润滑剂最终干燥后，配方中的其他成分可能残留于体表，需在性行为期间重新涂抹或用水清除残留物。科学家正验证抗逆转录病毒润滑剂或凝胶能否辅助阻断HIV病毒传播。
典型的水基润滑剂可能不适用于含水环境（如浴缸、泳池）中的性行为，因其可在水中溶解稀释。
人口理事会于2011年的研究测试了市售水基润滑剂，发现多数产品会损伤人体直肠组织细胞，其中含聚季铵盐-15的产品更在细胞培养中显示出促进HIV病毒复制的活性，可能增加HIV传播风险。传统建议在安全性行为中使用水基润滑剂，因其不会像油基润滑剂那样削弱安全套防护力。研究人员总结称："鉴于防护HIV主要依赖安全套而非润滑剂，仍应鼓励使用者选用水基润滑剂——若无润滑剂，安全套更易破裂并造成直肠黏膜损伤"。该研究虽未测试硅基润滑剂，仍指出其可作为潜在替代品。
后续研究证实了人口理事会的部分发现：某些水基产品的高渗性确会引发人体细胞损伤，而低渗性水基产品与硅基产品具有更优的生物相容性。但该研究未能验证聚季铵盐-15存在结合HIV病毒与直肠细胞或促进病毒复制的作用。

### 油基
油基润滑剂由礦物油製成，例如石油基润滑剂（如凡士林）。和水性的不同，不會和體液起反應，因此效果持久。潤滑效果較差。此類潤滑劑效果持久，而且難以清潔。常用在醫學用途。
油性潤滑劑因其会导致乳胶弹性下降，从而可能增加乳胶安全套发生破裂或滑脱的风险，削弱保險套的效果。難以清潔的潤滑劑附在身體表面容易增加細菌感染。油基润滑剂对于无需使用安全套的伴侣而言可能更为适宜，这类人群通常希望避免其他润滑剂中往往含有的某些添加剂与防腐剂。

### 矽基
矽與油的混合物。硅基润滑剂不含任何水分。其使用感与水基润滑剂不同。硅基润滑剂不会被皮肤或黏膜吸收，因此比水基润滑剂更持久。市面上有售多种硅基润滑剂，其质量和性能各异。尽管并非所有硅基润滑剂都经过乳胶安全认证，但与一些水基润滑剂不同，尚无研究表明硅基润滑剂会增加肛门性行为期间传播HIV的风险。
硅基润滑剂通常不推荐用于硅胶性玩具或其他硅胶制品，因其容易跟含有矽的物質起反應，可能溶解物品表面导致触感发粘，并随时间推移导致产品逐渐解体。这种损伤可能成为细菌滋生的温床。多数产品标签会注明相关警示。得益于其持久特性及更优的乳胶相容性，硅基润滑剂也被用于制造预润滑安全套。

## 用途

### 性行為
人体润滑剂可以在性交或是其他性行為時使用，增加愉悅感、減少疼痛，人体润滑剂可以润滑陰莖、阴道、肛门、Fleshlight、假陰莖或是其他性玩具上，可以在使用前或是使用時润滑。人体润滑剂可以塗在任何部位、在保險套裡面或是外面，也可以塗在手上或是手指上。若在進行性行為時，陰道或是肛門乾燥或是過度收縮，可以使用人体润滑剂輔助。若是進行肛交，因為肛門本身沒有潤滑用的黏液，更常使用人体润滑剂。

#### 自慰
大部份的男性及女性在性行為都會分泌一些有潤滑作用的液體，不過有時仍會需要額外的潤滑。比如男性在用假陰道自慰時，會使用專用的潤滑液。這些潤滑剂適用於自慰，但不適用於陰道性行為或是肛交，也不適合和避孕套一起使用。不過可以在性交時使用的人体润滑剂，也可以在自慰時使用。
有時自慰時會用洗手液來代替人体润滑剂使用。自慰乳霜是專門為男性自慰使用的人体润滑剂。

### 醫學
使用灌肠器喷嘴及肛温计探头前需充分润滑，以减轻通过强直性肛门括约肌时的摩擦阻力。
人体润滑剂或有助于改善年長男性的勃起功能障碍。

## 风险
部分使用者可能因特定润滑剂引发刺激反应。需注意的是，存在研究显示某些水基润滑剂（如前文所述）可能导致细胞损伤，甚至存在促进HIV病毒复制的潜在风险。需特别指出，某些润滑剂所含杀精剂壬苯醇醚-9可能破坏阴道及直肠细胞膜结构，从而提升性传播感染（STI）的传播风险。含杀精剂安全套所含杀精剂不足以提升避孕效力，但研究显示额外使用独立杀精剂可显著降低受孕率。